# 小栗純子
小栗 純子（おぐり じゅんこ、1945年 - ）は、日本の宗教学者。
新潟県生まれ。法政大学文学部史学科卒。天理教などを研究した。日本宗教史。

## 著書
- 『日本の近代社会と天理教』評論社　1969　日本人の行動と思想
- 『中山みき 天理教』新人物往来社.　1970　現代の宗教
- 『妙好人とかくれ念仏 民衆信仰の正統と異端』1975　講談社現代新書
- 『女人往生 日本史にみる女の救い』人文書院、1987

## 共編著
- 『近世の地下信仰 かくれキリシタン・かくれ題目・かくれ念仏』片岡弥吉,圭室文雄共著　評論社、1974　日本人の行動と思想
- 『生きざま死にざま 日本民衆信仰史』笠原一男共著　1979　教育社歴史新書. 日本史
- 『歴史にみる日本人と仏教』速水侑共編著　放送大学　1991